# Château de Rosendael
Le château de Rosendael (ou Kasteel Rosendael en néerl.) est un château médiéval tardif construit par le comte de Gueldre. Il est situé dans le village de Rozendaal  près de Velp dans la province néerlandaise de Gueldre aux Pays-Bas. Il fait partie du domaine Rosendael, patrimoine historique national.

## Histoire
Le donjon initial mesurait environ 25 mètres de haut et avait un diamètre de 16 mètres ce qui faisait de lui la plus grosse tour de ce type aux Pays-Bas. Le château est mentionné pour la première fois en 1314 et le comte Renaud Ier de Gueldre fut son premier résident. Son fils Renaud II de Gueldre, fut aussi seigneur du château.
Après avoir appartenu aux comtes et ducs de Gueldre, il devint la propriété du bailli (drost) Willem van Scherpenzeel. Il le céda à Dirck van Dorth en 1579. Van Dorth effectua de nombreuses modifications au château et ajouta les jardins, les étangs et les cours d'eau. Après Van Dorth, les familles Van Arnhem, Torck et Van Pallandt devinrent les propriétaires successifs du domaine te du château. À partir de 1536, le domaine englobait aussi le bois Planken Wambuis, la lande et le domaine de chasse près d'Ede.
Sous le seigneur Lubbert Adolf Torck, marié à la riche Petronella van Hoorn, les jardins ont été redessinés en 1732, par l'architecte Daniel Marot. Pendant ce temps, les galeries de coquillages, entre autres, ont été construites.
Le seul vestige du château d'origine est le donjon. En 1722, un bâtiment carré a été construit sur la tour, et diverses dépendances et écuries ont été ajoutées. Cela donnait plus l'apparence d'une maison de campagne que d'un château.
Les jardins et les étangs ont été revisités au XIXe siècle par l'architecte Jan David Zocher Jr. (nl), qui, entre autres, a fusionné un certain nombre de petits étangs en un seul de belle dimension. Les galeries de coquillages ont également été revues, et les Bedriegertjes (nl) (ou "petits parterres d'eau") devaient y être construits pendant la présence des Van Pallandt.
En 1860, l'architecte Lucas Hermanus Eberson (nl) redessina partiellement l'intérieur sur la commande du couple R.J.C. van Pallandt-Torck.
Après la Seconde Guerre mondiale, durant laquelle le château fut touché par une bombe américaine et le parc fut partiellement détruit par une fusée V2 égarée, le domaine tomba en décrépitude jusqu'en 1977 où le dernier baron Willem Frederik Torck baron van Pallandt le remit aux fondations Het Geldersch Landschap et Vrienden der Geldersche Kasteelen. Le manoir et le jardin ont été restaurés puis partiellement ouverts au public à partir de 1989. Le bois de Planken Wambuis avait déjà été vendu à une société d'investissement en 1932. [1] Vers 1985, la bibliothèque a également été restaurée. Celle-ci contient quelque 3 000 livres et manuscrits, dont ceux de la reine Christine de Suède, adressés au philosophe René Descartes. Le seigneur Jan van Arnhem (1636-1716) collectionnait les œuvres de l'époque.
Le château et le parc font partie du Top 100 de la Rijksdienst voor de Monumentenzorg ("Agence nationale pour la préservation des monuments").

## Rijksmonumenten ou Monuments Nationaux
Sous le nom de «historische buitenplaats kasteel Rosendael» est rassemblé un ensemble de monuments nationaux portant le numéro 528473 et comprend 21 monuments nationaux distincts.

## Les propriétaires
Les différents propriétaires du château de Rosendael de 1579 à 1977 ont été :
- Dirck van Dorth 	1579 - 1583
- Dirck van Dorth 	1583 - 1628
- Ermgard E. van Dorth 	1628 - 1644
- Diederik van Arnhem 	1644 - 1656
- Janne Margriette van Arnhem 	1659 - 1721
- Lubbert Adolf Torck 	1721 - 1758
- Petronella Wilhelmina van Hoorn 	1758 - 1764
- Assueer Jan Torck 	1765 - 1793
- Reinhard Jan Christiaan Torck 	1793 - 1810
- Assueer Lubbert Adolph baron Torck 	1830 - 1842
- Ada Catharina barones Torck 	1843 - 1902
- Frederik Jacob Willem baron van Pallandt 	1902 - 1932
- Willem Frederik Torck baron van Pallandt 	1932 - 1977

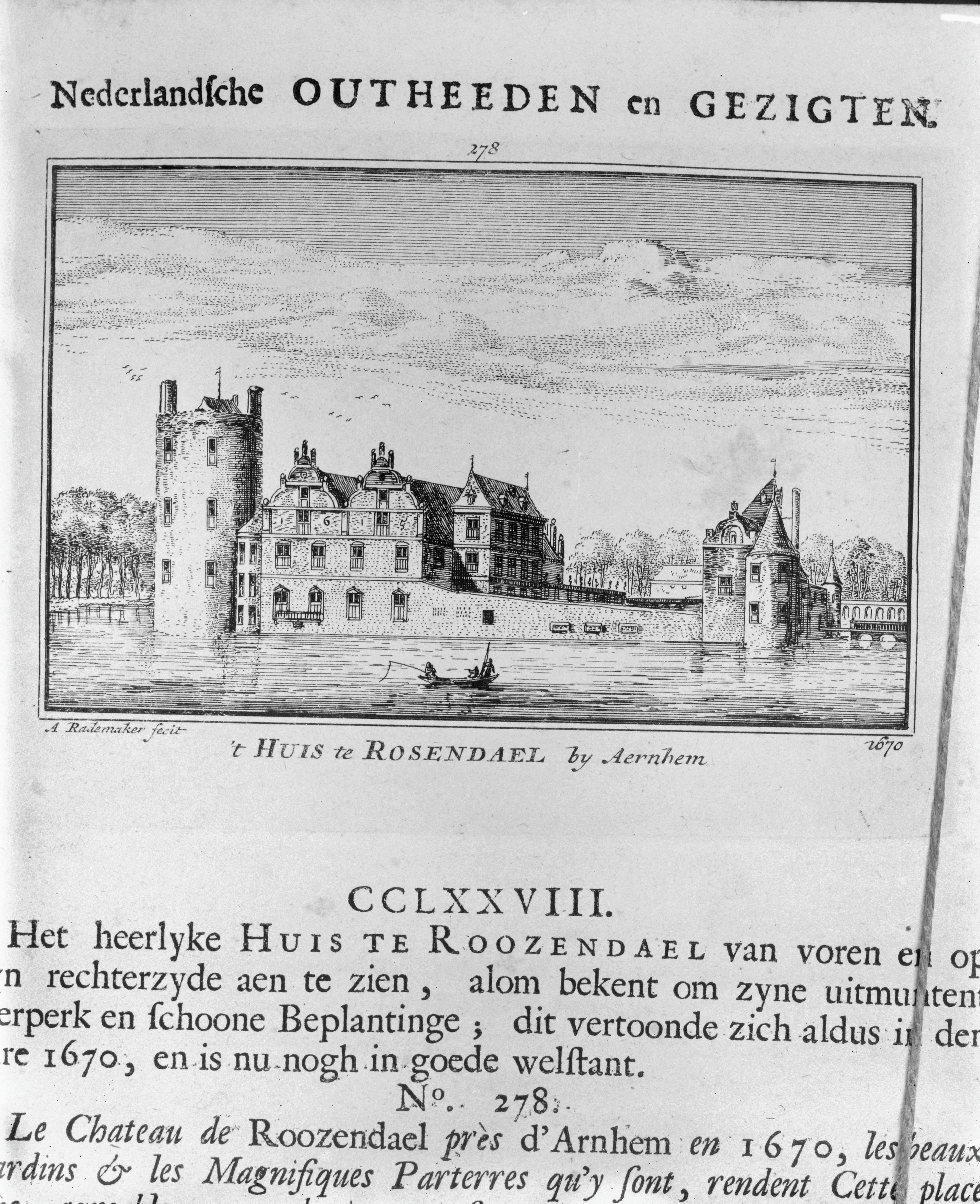
Gravure du château de 1670
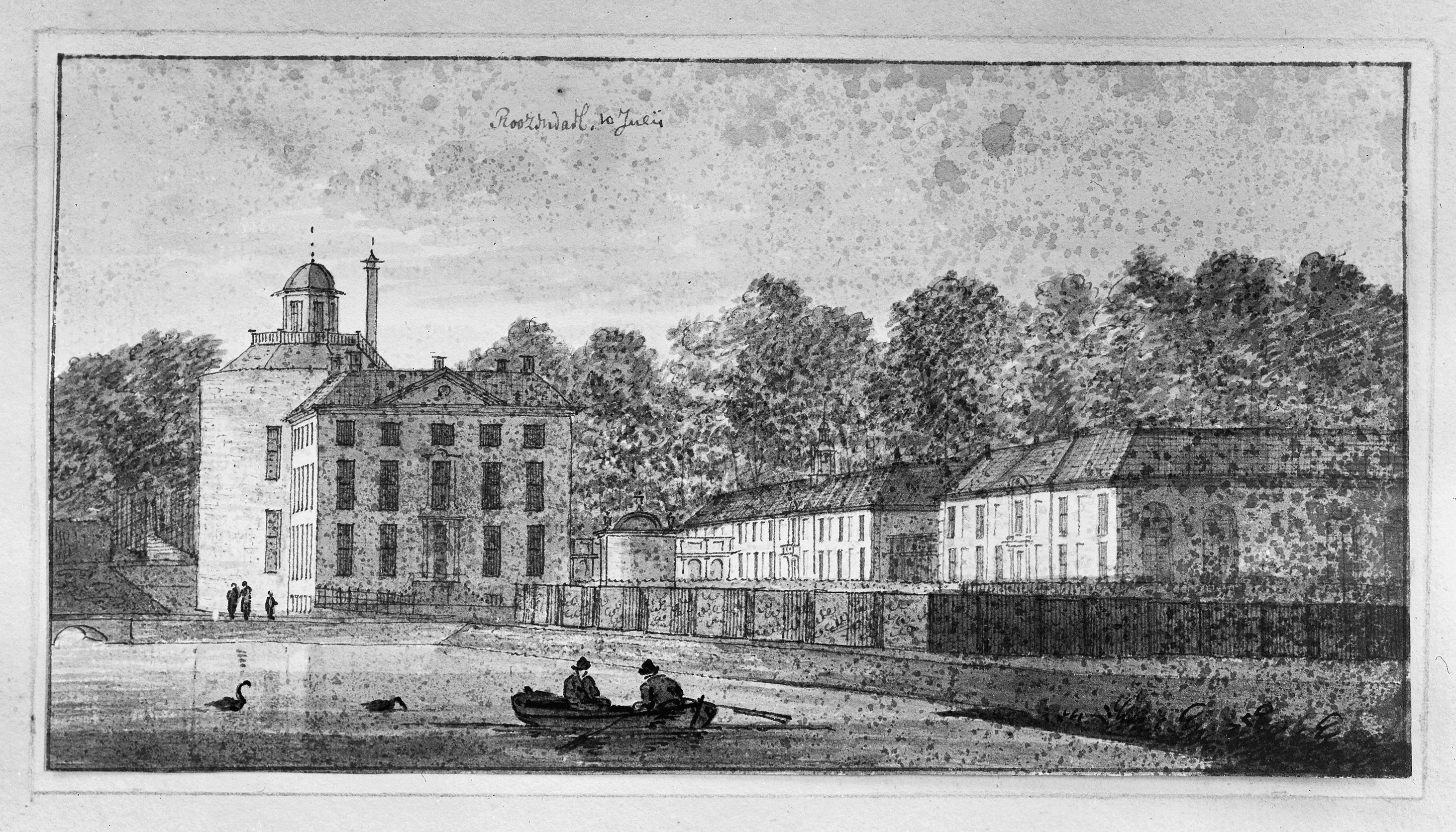
Vue extérieure